# Ruth Buendía
Ruth Buendía Mestoquiari ist eine peruanische Bürgerrechtlerin der Volksgruppe der Asháninka. Internationale Bekanntheit erlangte sie durch die erfolgreiche Mobilisierung ihrer Gemeinschaft gegen großangelegte Wasserkraftprojekte im Tal des Río Ene, wofür sie 2014 mit dem  Goldman Environmental Prize ausgezeichnet wurde. Ihr Wirken gilt als wegweisend für die Durchsetzung des Rechts auf vorherige Konsultation indigener Völker in Peru.

## Leben
Buendía wurde in der Asháninka‑Gemeinde Cutivireni in der zentralperuanischen Selva geboren und wuchs während des bewaffneten Konflikts der 1980er- und 1990er-Jahre auf. Im Alter von zwölf Jahren verlor sie ihren Vater, der während dieses Konflikts ermordet wurde. Die Familie musste zwischen Cutivireni, Satipo und Lima pendeln, um der Gewalt zu entkommen. Buendía begann erst als Jugendliche mit der Grundschule und beendete die Sekundarschule im Alter von 25 Jahren.
1995 verließ sie eine ausbeuterische Hausangestelltenstelle in Lima und zog für ein selbstbestimmtes Leben nach Satipo. Kurz darauf wurde sie ungeplant schwanger und entschied sich zur Übernahme der Verantwortung als Mutter; heute hat sie fünf Kinder.
Während ihrer Arbeit in einem Saftladen in Satipo kam sie 2003 erstmals mit dem Asháninka‑Dachverband CARE (Centro Asháninka del Río Ene) in Kontakt und begann ehrenamtlich zu arbeiten. 2005 wählten die Mitgliedsgemeinden sie im Alter von 27 Jahren zur ersten Präsidentin von CARE – ein Erfolg, der vor allem von Asháninka‑Frauen getragen wurde, während viele Männer skeptisch waren. Mit der Zeit gewann sie auch das Vertrauen der zunächst zweifelnden männlichen Führungspersonen ihrer Gemeinschaft. Buendía beschreibt die Vereinbarkeit ihrer Rolle als Mutter und als indigene Führungskraft als ständige Herausforderung, die häufige Reisen zu Versammlungen erfordert.

## Wirken
Als CARE‑Präsidentin vernetzte Buendía die rund 10.000 Asháninka am Río Ene und machte sie auf die geplanten Wasserkraftwerke Pakitzapango und Tambo 40 aufmerksam, die ihre Territorien überflutet hätten. Sie nutzte zur anschaulichen Darstellung drohender Auswirkungen der Projekte vielfach Laptop‑Simulationen, regionale Versammlungen und Medienarbeit. Ihr Hauptargument stützte sich auf das völkerrechtlich verankerte Recht indigener Völker auf vorherige, freie und informierte Konsultation, das Peru ratifiziert hat. Gemeinsam mit ihrem juristischen Beraterteam reichte sie Klagen bei peruanischen Gerichten ein und wandte sich zur Erwirkung von Baustopps an die Interamerikanische Menschenrechtskommission.
Im Dezember 2010 wies das peruanische Energieministerium einen entscheidenden Antrag des Unternehmens Pakitzapango Energy nach ihrem Einsatz zurück. 2011 zog sich zudem der Hauptanteilseigner Odebrecht aus dem Projekt Tambo 40 zurück und verwies dabei auf die Position der lokalen Gemeinschaften. Buendía reiste 2010 nach Washington, um den Fall der Asháninka vor der Interamerikanischen Kommission für Menschenrechte zu präsentieren. Für diese Erfolge erhielt sie 2014 den Goldman Environmental Prize in der Kategorie Süßwasser.
Heute arbeitet sie daran, kollektive Landrechte und einen Managementplan für das Asháninka‑Reservat zu sichern, um zukünftige Eingriffe zu verhindern. Zugleich setzt sie sich für den Aufbau einer nationalen politischen Partei der indigenen Völker ein und kritisiert den peruanischen Staat als größte Bedrohung für ihre Gemeinschaften. Buendía prangert an, dass staatliche Mittel oft an NGOs statt direkt an die Gemeinden fließen und dass Frauen in den indigenen Strukturen weiterhin mit Machismo konfrontiert sind. Sie fordert verbindliche Sicherheitsgarantien für Umwelt‑ und Menschenrechtsverteidiger sowie eine faire wirtschaftliche Teilhabe der indigenen Bevölkerung.